# جيف دانيلز
جيف دانيلز هو لاعب هوكي الجليد كندي، ولد في 24 يونيو 1968 في أوشاوا في كندا.

## وصلات خارجية
- جيف دانيلز على موقع دوري الهوكي الوطني (الإنجليزية)
- جيف دانيلز على موقع EliteProspects.com (الإنجليزية)
- جيف دانيلز على موقع HockeyDB.com (الإنجليزية)
- جيف دانيلز على موقع Hockey-Reference.com (الإنجليزية)